# Belomitra climacella
Belomitra climacella is een slakkensoort uit de familie van de Belomitridae. De wetenschappelijke naam van de soort is voor het eerst geldig gepubliceerd in 1895 door Dall.